# Rocchetta Tanaro
Rocchetta Tanaro, (Rochëtta 'd Tani en piemontès) és un municipi situat al territori de la província d'Asti, a la regió del Piemont (Itàlia).
Limita amb els municipis de Belveglio, Castello di Annone, Cerro Tanaro, Cortiglione, Masio, Mombercelli i Rocca d'Arazzo.
Pertanyen al municipi les frazioni de Sant'Emiliano, Asinara i Mogliotti.